# Качулата (Валча)
Качулата (рум. Căciulata) насеље је у Румунији у округу Валча у општини Калиманешти. Oпштина се налази на надморској висини од 277 m.

## Становништво
Према подацима из 2002. године у насељу је живело 211 становника, од којих су сви румунске националности.